# Liste der Auslandsvertretungen Monacos

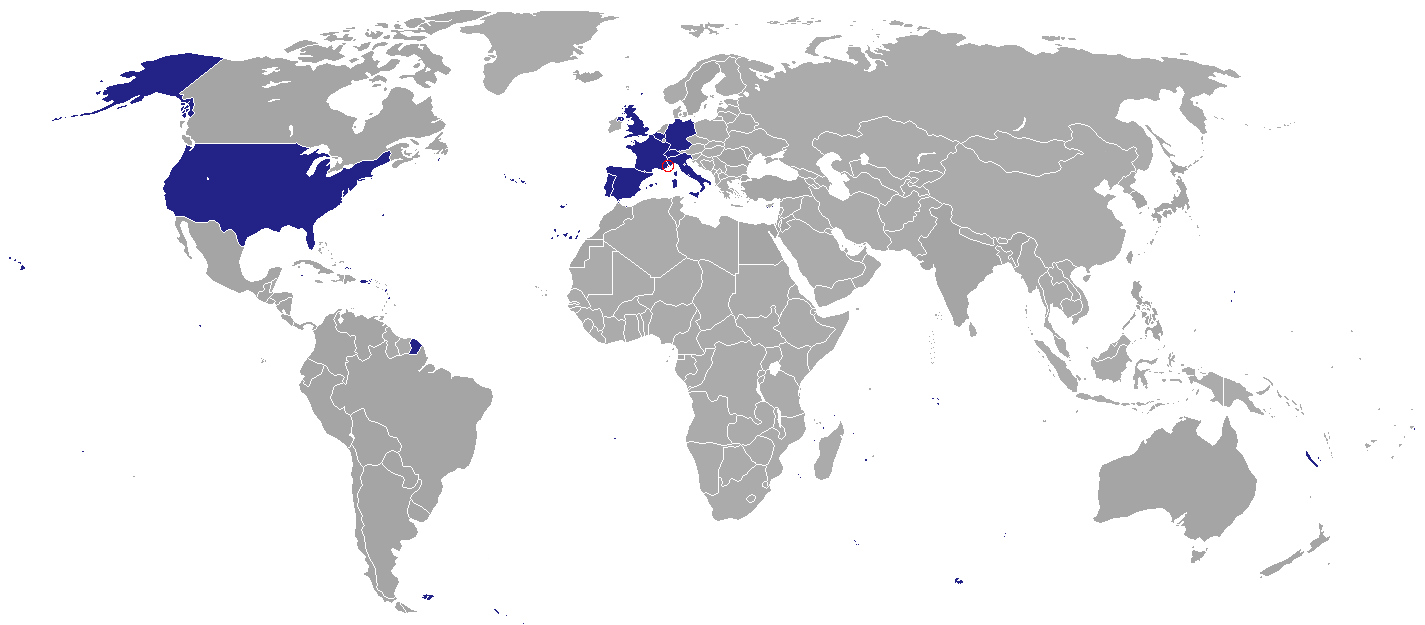
Standorte der diplomatischen Vertretungen Monacos

Dies ist eine Liste der diplomatischen Vertretungen Monacos.

## Diplomatische Vertretungen

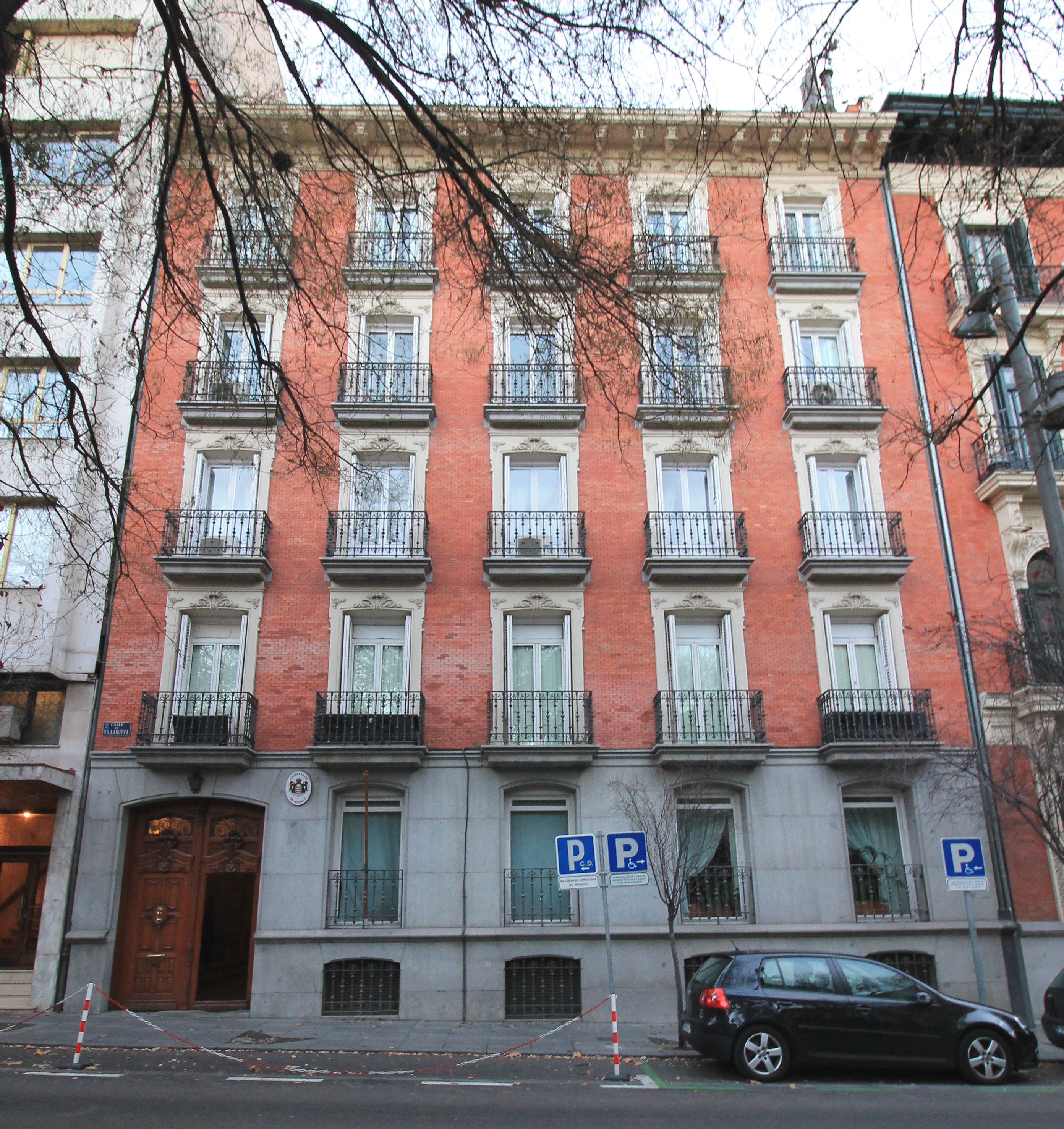
Monegassische Botschaft in Madrid

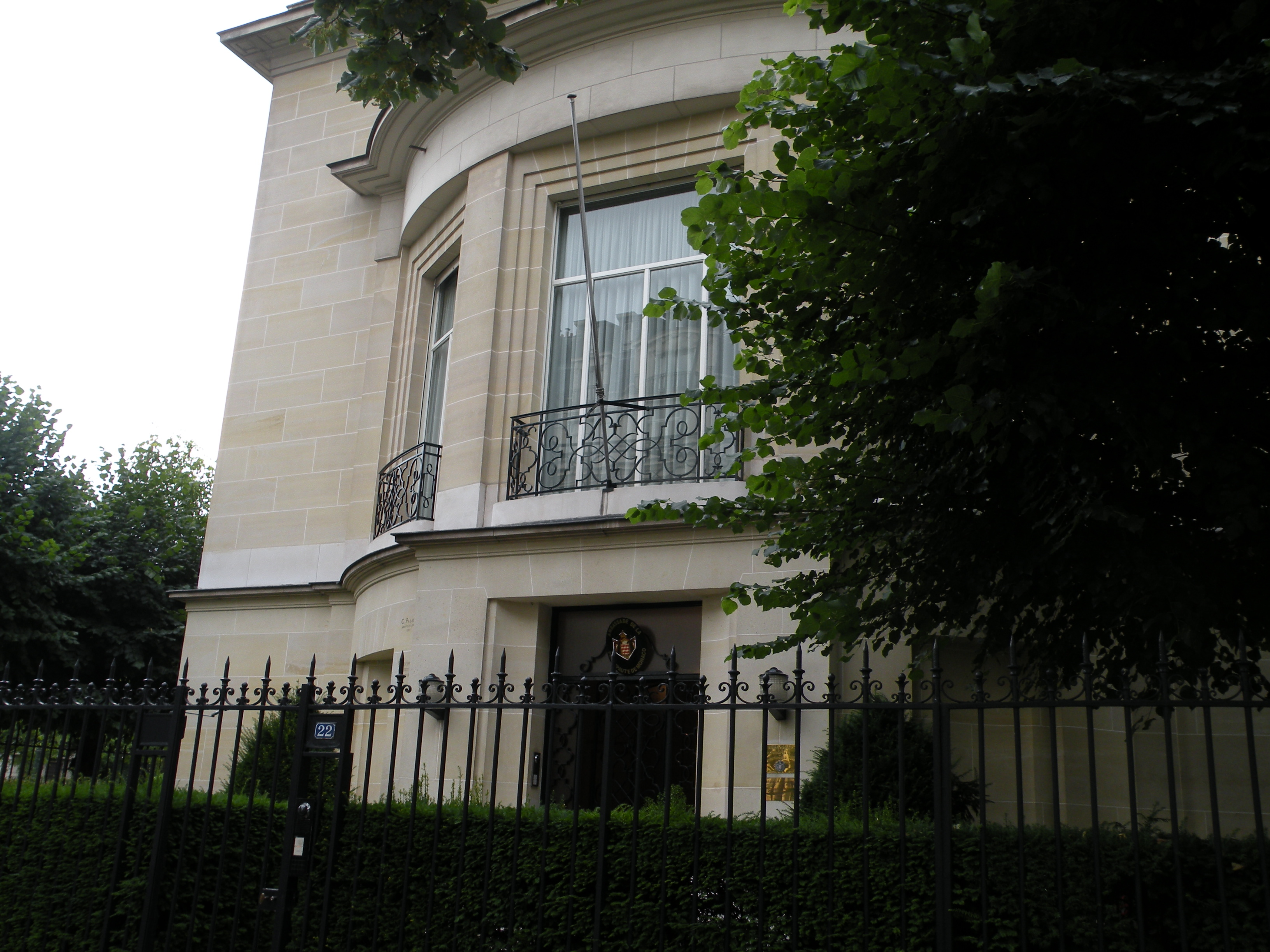
Monegassische Botschaft in Paris

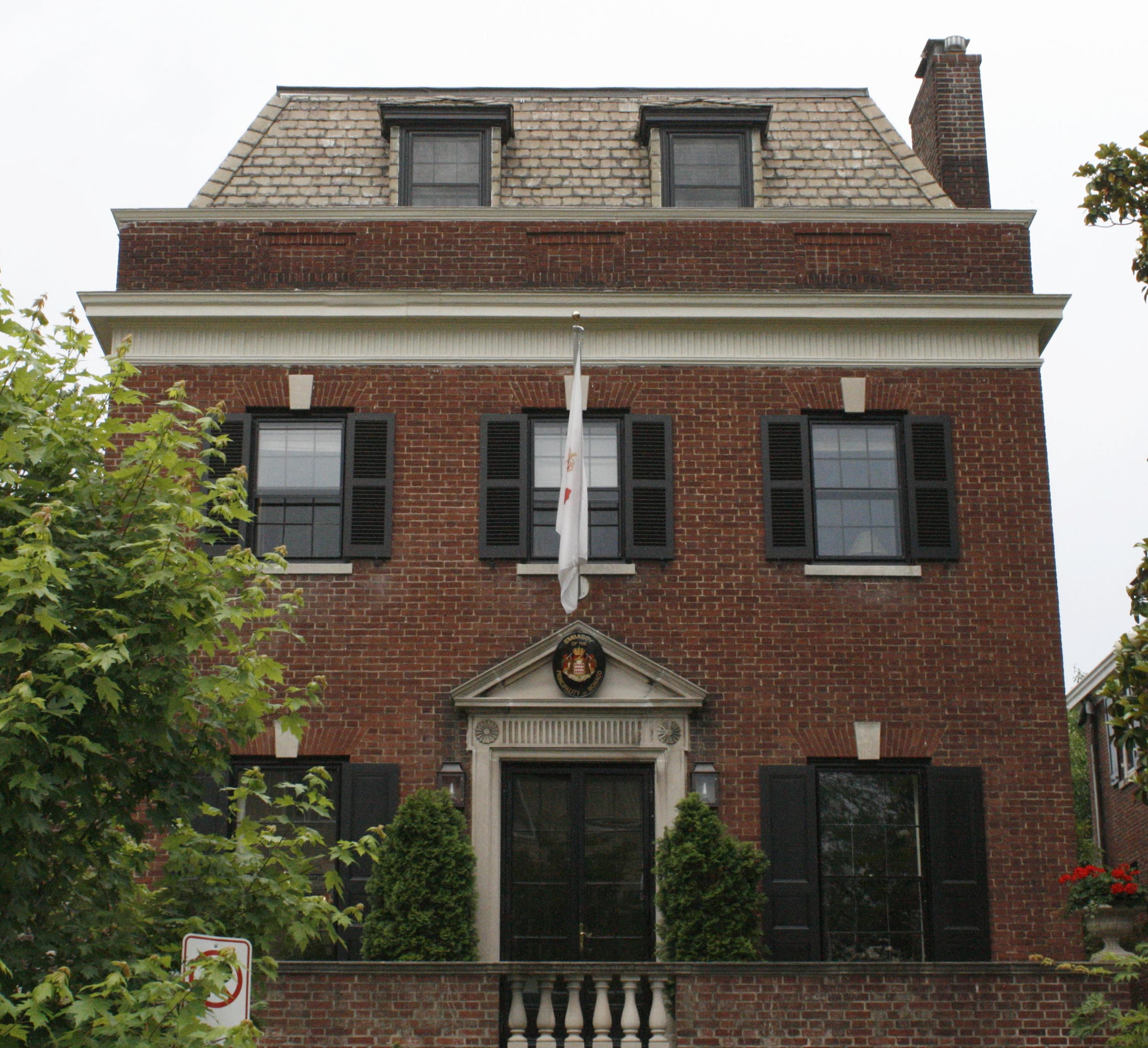
Monegassische Botschaft in Washington, D.C.

### Europa
- Belgien: Brüssel, Botschaft
- Deutschland: Berlin, Botschaft
- Frankreich: Paris, Botschaft
- Heiliger Stuhl: Rom, Botschaft
- Italien: Rom, Botschaft
- Portugal: Lissabon, Botschaft
- Schweiz: Bern, Botschaft
- Spanien: Madrid, Botschaft
- Vereinigtes Königreich: London, Botschaft

### Nordamerika
- Vereinigte Staaten: Washington, D.C., Botschaft
- Vereinigte Staaten: New York, Generalkonsulat

## Vertretungen bei internationalen Organisationen
- Europäische Union: Brüssel, Ständige Vertretung
- Vereinte Nationen: New York, Ständige Vertretung
- Organisation für Sicherheit und Zusammenarbeit in Europa (OSZE): Wien, Ständige Vertretung
- Organisation der Vereinten Nationen für Erziehung, Wissenschaft und Kultur (UNESCO): Paris, Ständige Vertretung